# Lange Kerkstraat
De Lange Kerkstraat is een straat in de Binnenstad van de Noord-Hollandse stad Hoorn. De straat ligt dwars op de Grote Noord en sluit aan op het westelijk deel van het Kerkplein rondom de Grote Kerk. De straat is in feite een steeg en heeft de naam Lange Kerkstraat pas sinds 1950. Aansluitend bevinden zich ook de Nieuwe Noord en de Kruisstraat. De laatste heeft ter hoogte van de Lange Kerkstraat nog de originele middeleeuwse breedte.

## Naamgeving
De Lange Kerkstraat is qua naam een tegenhanger van de Kerkstraat die van het Kerkplein naar de Roode Steen loopt en aanzienlijk korter is. In 1950 is de naam van de straat gewijzigd van Kerksteeg naar Lange Kerkstraat. De naam Kerksteeg kwam in 1423 al voor als Kercsteeg.
In 1387 is een akte opgetekend waarin de steeg werd aangeduid als de Noorderkerksteeg, dit in verband met de verbinding die de steeg maakt met de Grote Noord en het Kerkplein. Naast de Noorderkerk ligt nog een Noorderkerksteeg.

## Monumenten
In de Lange Kerkstraat staan elf beeldbepalende panden en de volgende drie rijksmonumenten:

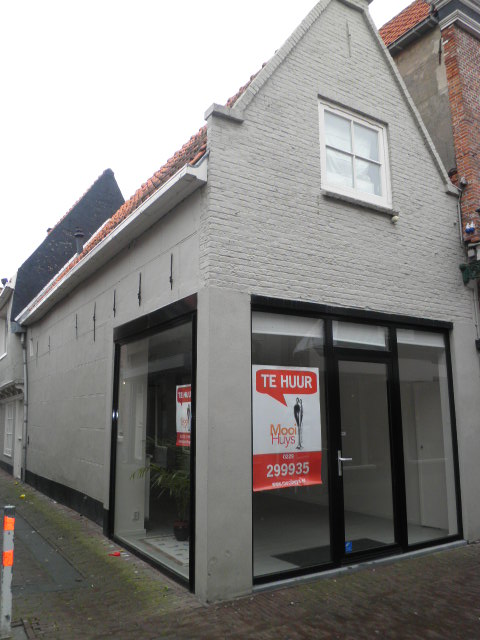
Lange Kerkstraat 11
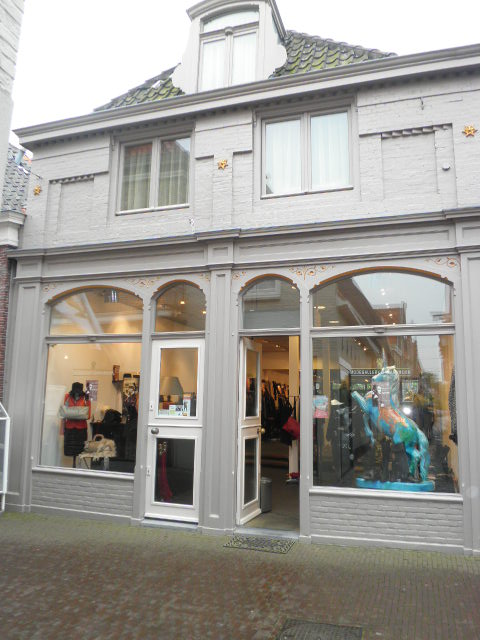
Lange Kerkstraat 22
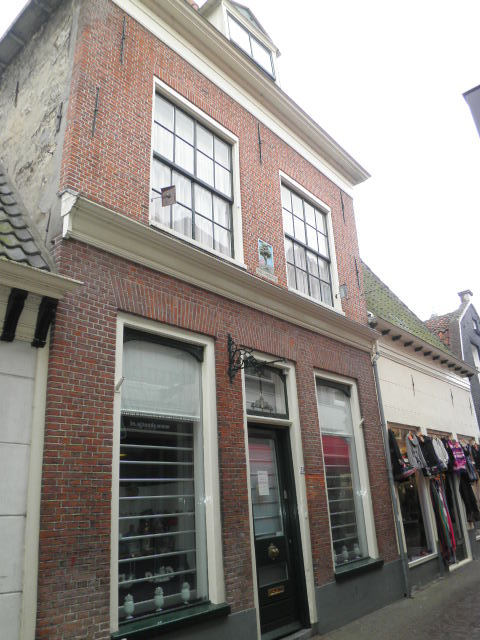
Lange Kerkstraat 30

Straten: ABC
· Achter de Vest
· Achter op 't Zand
· Achterom
· Achterstraat
· Appelhaven
· Baanstraat
· Bierkade
· Binnenluiendijk
· Breed
· Breestraat
· Buurtje
· Dal
· Draafsingel
· Dubbele Buurt
· G.J. Henninkstraat
· Gasfabriekstraat
· Gedempte Appelhaven
· Gedempte Turfhaven
· Gerritsland
· Gouw
· Grashaven
· Gravenstraat
· Grote Noord
· Grote Oost
· Hoge Vest
· Jeudje
· Italiaanse Zeedijk
· Keern (gedeeltelijk)
· Kerkstraat
· Kleine Noord
· Kleine Oost
· Koepoortsweg (gedeeltelijk)
· Korenmarkt
· Korte Achterstraat
· Kruisstraat
· Kuil
· Lange Kerkstraat
· Lindestraat
· Munnickenveld
· Muntstraat
· Nieuwe Noord
· Nieuwendam
· Nieuwland
· Nieuwstraat
· Noorderstraat
· Onder de Boompjes
· Oude Doelenkade
· Pakhuisstraat
· Peperstraat
· Ramen
· Scharloo
· Schuijteskade
· Slapershaven
· Spoorstraat
· Trommelstraat
· Turfhaven
· Veemarkt
· Veermanskade
· Venidse
· Vijzelstraat
· Vismarkt
· Visserseiland
· Vollerswaal
· West
· Westerdijk
· Wisselstraat
· Zon

Pleinen: De Driestal
· Kazerneplein
· Kerkplein
· Koepoortsplein
· Noorderveemarkt
· Roode Steen
· Vale Hen

Stegen: 't Glop
· Appelsteeg
· Arminiaanse Glop
· Bagijnensteeg
· Bottelsteeg
· Bottersteeg
· Broeksteeg
· Brouwerijsteeg
· Clara's Klooster
· De Zak
· Duinsteeg
· Foreestensteeg
· Geldersesteeg
· Gortsteeg
· Hanekamsteeg
· Hemelsteeg
· Hoogesteeg
· Jan Haringsteeg
· Jan van Necksteeg
· Jeroenensteeg
· Kleine Havensteeg
· Kloppoort
· Knipboogsteeg
· Mallegomsteeg
· Melknapsteeg
· Molsteeg
· Mosterdsteeg
· Nieuwsteeg
· Oosterkerksteeg
· Paardensteeg
· Paradijssteeg
· Pieterseliesteeg
· Pompsteeg
· Proostensteeg
· Schellinkhoutersteeg
· Schoolsteeg
· Schotland
· Sliep Schaar en Messteeg
· Slijksteeg
· Smelterssteeg
· Tempelsteeg
· Turfsteeg
· Watertje
· Wester St. Jansteeg
· Wijdebrugsteeg
· Wijdesteeg
· Zevenhoeksesteeg
· Zoutkeetsteeg